# Klara Michailowna Rumjanowa

Klara Michailowna Rumjanowa – sowjetisch-russische Sängerin und Filmschauspielerin

Klara Michailowna Rumjanowa (russisch Клара Михайловна Румянова; * 8. Dezember 1929 in Leningrad; † 18. September 2004 in Moskau) war eine sowjetische und russische Schauspielerin und Sängerin. In der Sowjetunion erlangte sie Berühmtheit als Sprecherin und Sängerin zahlreicher Trickfilm-Figuren des Studios Sojusmultfilm, darunter der Gestalt des Tscheburaschka und des Hasen in der Serie Hase und Wolf (Nu, pogodi!; dt. Na warte!).
Ende der 1940er Jahre begann Klara Rumjanowa ein Schauspiel-Studium in Moskau an der Filmhochschule, damals Staatliches All-Unions-Institut für Kinematographie, das sie 1953 abschloss. Schon als 21-jährige Studentin erhielt sie 1951 ihre erste Rolle in einem Kinofilm, die der Lena Sujewa (russ. Лена Зуева) in Sjelskij Wratsch (dt. Landarzt; Kinostart im Januar 1952). Auch dem Baby dieser Figur gab sie ihre Stimme.
Ab Mitte der 1950er Jahre war Klara Rumjanowa eine vielbeschäftigte Filmschauspielerin, die bis Ende der 1970er Jahre fast jedes Jahr eine Rolle in einem Kinofilm bekam. Zur gleichen Zeit war sie als Synchronsprecherin für Kinderstimmen in Kinofilmen tätig. In den 1960er Jahren wurde sie die Stimme von zahlreichen Trickfilmfiguren, denn sie konnte mit Ausdruck und Charme in einer hohen Pieps-Stimme singen und sprechen. Ab Ende der 1960er Jahre brachten es etliche dieser Trickfilme zu nachhaltiger Berühmtheit, die über die Zeit der Sowjetunion bis in die Gegenwart fortdauert. Ihre letzte Trickfilmfigur war 1999 – in ihrem 70. Lebensjahr – die Romashka im Film Nimmerklugs Reise auf den Mond.
Insgesamt synchronisierte sie 300 Trickfilme. 1979 erhielt sie in der Sowjetunion die Auszeichnung Verdienter Künstler der Russischen Sozialistischen Sowjetrepublik.
Rumjanowa war mit ihrem Kollegen Anatoli Wladimirowitsch Tschemodurow (1919–1986) verheiratet. Sie starb anderthalb Monate vor ihrem 75. Geburtstag an Brustkrebs.